# Synopsys
37°23′32″ пн. ш. 122°02′50″ зх. д. / 37.3921° пн. ш. 122.0471° зх. д.
Synopsys — найбільша компанія, що працює в галузі САПР для проектування електроніки. Найбільш відомий продукт — «Design Compiler», засіб синтезу логічних схем. Також є широкий спектр інших продуктів, що використовуються при проектуванні спеціалізованих інтегральних схем. Є продукти для логічного синтезу, поведінкового синтезу, розміщення і трасування, статичного часового аналізу, формальної верифікації, симуляції HDL (SystemC, Systemverilog/Verilog, VHDL), моделювання схем. Симулятори включають в себе середовища розробки та налагодження.

## Історія
Synopsys була заснована Аартом де Геусом, Девідом Грегорі та Біллом Крігером у 1986 році в Дослідницькому парку Трикутника, Північна Кароліна. Спочатку компанія була заснована як Optimal Solutions з метою розробки та просування на ринок технології логічного синтезу, розробленої командою групи передового комп'ютерного інжинірингу General Electric. Компанія змінила назву на Synopsys і переїхала до Маунтін-В'ю, штат Каліфорнія, у 1987 році. Вона стала публічною компанією через первинне публічне розміщення акцій у лютому 1992 р.
У 2006 році компанія побудувала суперкомп'ютер, використовуючи товарні Linux-сервери та готове апаратне забезпечення, для розробки та запуску EDA-додатків з високими обчислювальними вимогами. Завдяки результатам бенчмарку LINPACK, що перевищив 3,7 терафлопс, суперкомп'ютер потрапив до списку TOP500, посівши 242 місце серед найпотужніших на той час.
У 2017 році Synopsys створила стратегічний інвестиційний фонд для китайського ринку розміром $100 млн.
У 2018 році, за даними Центру безпеки та нових технологій, Synopsys співпрацювала з Національним університетом оборони Народно-визвольної армії Китаю, щоб забезпечити навчання з проектування польових програмованих вентильних матриць. Synopsys також продає програмне забезпечення EDA компаніям, що перебувають під контролем регіональних урядів Китаю.
На початку 2020 року компанія запустила хмарний програмний інструмент штучного інтелекту (ШІ) для проектування мікросхем. Підхід ШІ, який використовує навчання з підкріпленням, дозволяє інструменту автоматично вирішувати, як найкраще розмістити та маршрутизувати блоки схем на мікросхемі. У березні 2023 року компанія розгорнула інструменти на основі ШІ, які використовуються на інших етапах проектування мікросхем, включаючи верифікацію та тестування.
У 2020 році Міністерство оборони США оголосило Synopsys партнером дослідницької програми DARPA "Автоматичне впровадження безпечного кремнію" (AISS) поряд з ARM, Boeing, IBM та іншими компаніями, що займаються розробкою інструментів автоматизованого проектування безпечних мікросхем.
У квітні 2021 року, після доповіді Washington Post про використання технологій Synopsys і Cadence Design Systems у військово-цивільному синтезі Народно-визвольної армії Китаю, американські законодавці Майкл Маккол і Том Коттон звернулися до Міністерства торгівлі США з проханням посилити контроль над продажем програмного забезпечення для виробництва напівпровідників.
У 2022 році повідомлялося, що Synopsys перебуває під слідством Міністерства торгівлі США за незаконну передачу технологій компаніям у Китаї, що потрапили під санкції, таким як Huawei's HiSilicon and Semiconductor Manufacturing International Corporation.
У липні 2022 року агенти Слідчого бюро Міністерства юстиції Тайваню провели обшук в офісі фірми, яку підтримує Synopsys, за підозрою в незаконному переманюванні інженерів з TSMC.
У жовтні 2022 року Synopsys приєдналася до Військового аерокосмічного та урядового альянсу Intel (USMAG), в рамках якого Synopsys постачає безпечні інструменти EDA, інтелектуальну власність та послуги з проектування для Міністерства оборони США та інших урядових установ разом з іншими компаніями, що займаються розробкою мікросхем, включаючи Cadence та Siemens EDA.
У листопаді 2023 року компанія Synopsys запустила Synopsys.ai Copilot у співпраці з Microsoft, використовуючи великі мовні моделі від OpenAI для прискорення процесу проєктування напівпровідникових чіпів.